# Dagathia philippina
Dagathia philippina är en stekelart som beskrevs av Gupta 1983. Dagathia philippina ingår i släktet Dagathia och familjen brokparasitsteklar.

## Underarter
Arten delas in i följande underarter:
- D. p. cotabatoensis
- D. p. leytensis
- D. p. victoriensis